# 4252 Godwin
4252 Godwin је астероид главног астероидног појаса са средњом удаљеношћу од Сунца која износи 2,652 астрономских јединица (АЈ).
Апсолутна магнитуда астероида је 12,7.